# لسنویه (شهرستان بئیسکی، سرزمین آلتای)
لسنویه (به لاتین: Lesnoye) یک منطقهٔ مسکونی در روسیه است که در سرزمین آلتای واقع شده‌است.